# Federación Monegasca de Fútbol
La Federación Monegasca de Fútbol (en francés: Fédération monégasque de football; abreviado FMF) es el organismo rector del fútbol en Mónaco. Fue fundada en 2000, y no es miembro de la FIFA ni de ninguna confederación continental, aunque formó parte del NF-Board hasta 2010.
Organiza los tres torneos de copa del Principado, así como los partidos de la selección nacional.
Organiza la liga Desafío Príncipe Rainiero III.